# Herrenhäuser Garten

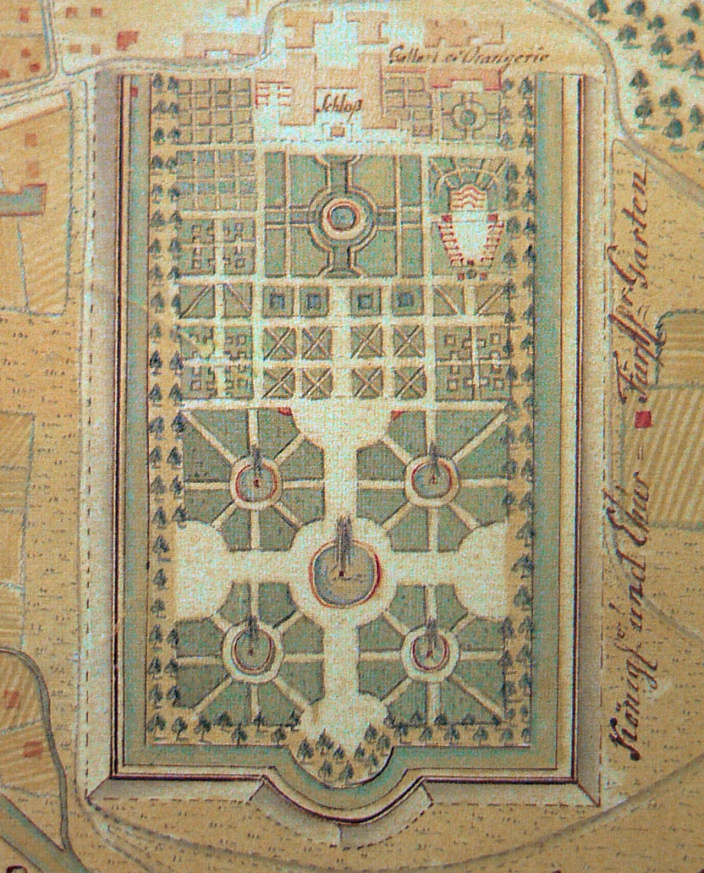
Los jardines del castillo en 1763

Los Herrenhäuser Gärten en alemán (cuya traducción literal es Jardines de las Casas de los Señores o Jardines de los Solares Nobiliarios), se encuentran en Hannover, la capital del estado federado alemán de la Baja Sajonia (en alemán: Niedersachsen) y lo componen los jardines denominados: Großer Garten, Berggarten, así como Georgengarten y Welfengarten.
El Großer Garten (Gran Jardín) es uno de los jardines barrocos europeos más conocidos. Junto a este se encuentra el Berggarten (Jardín de la montaña), en el que se halla el jardín botánico con atracciones, tales como el invernadero de plantas tropicales, la Casa de la Selva, a raíz de la celebración de la Expo 2000. Además se encuentran juntos los jardines paisajistas de estilo inglés Georgengarten y Welfengarten. 
Los cuatro jardines se extienden juntos sin solución de continuidad formando un todo donde la historia y la modernidad se juntan en el interior de la ciudad de Hannover. El conjunto está catalogado como "Niedersachsen Baudenkmal" (monumento de la herencia cultural de Baja Sajonia)

## El Gran Jardín (Großer Garten)

### Historia

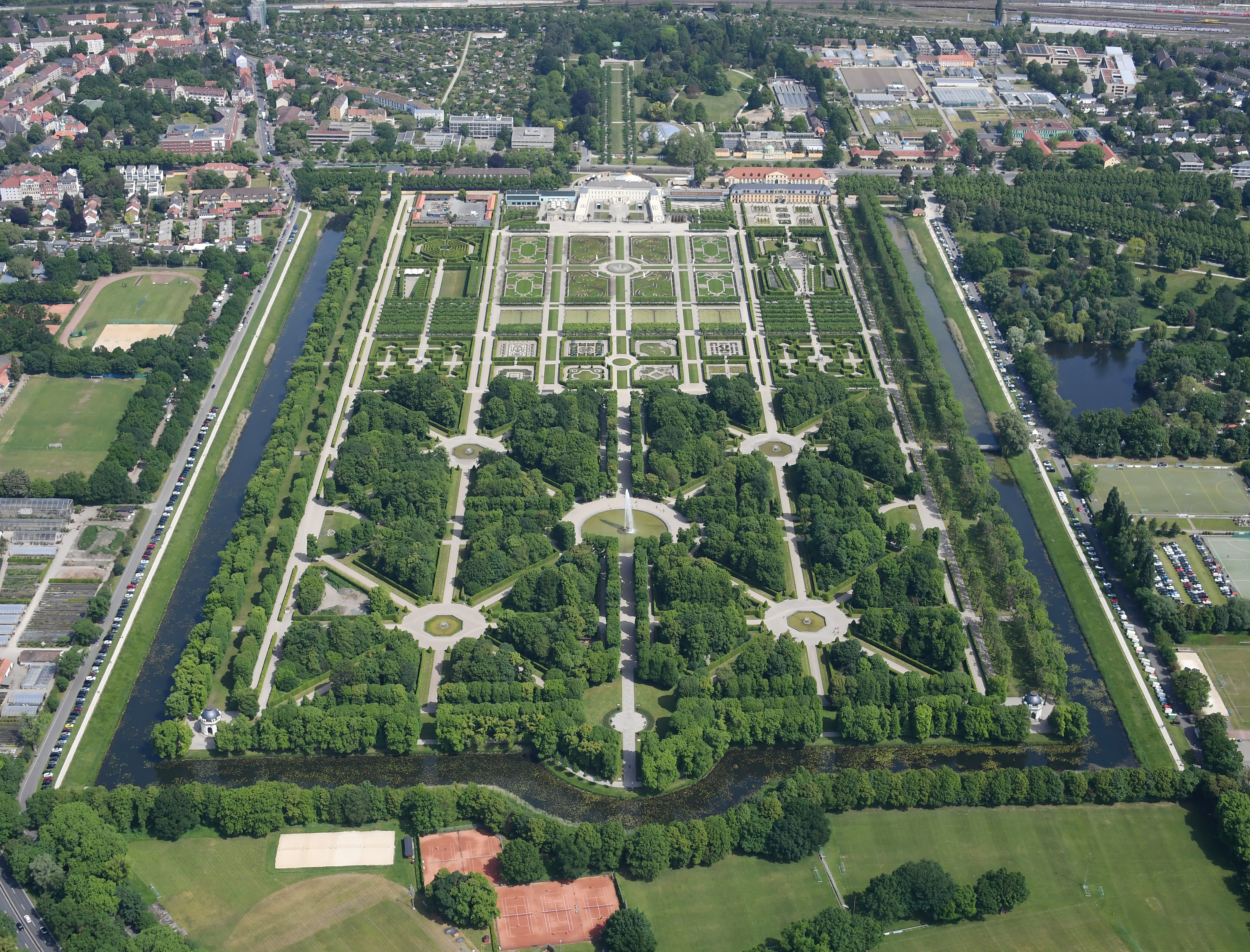
Vista aérea del Großer Garten

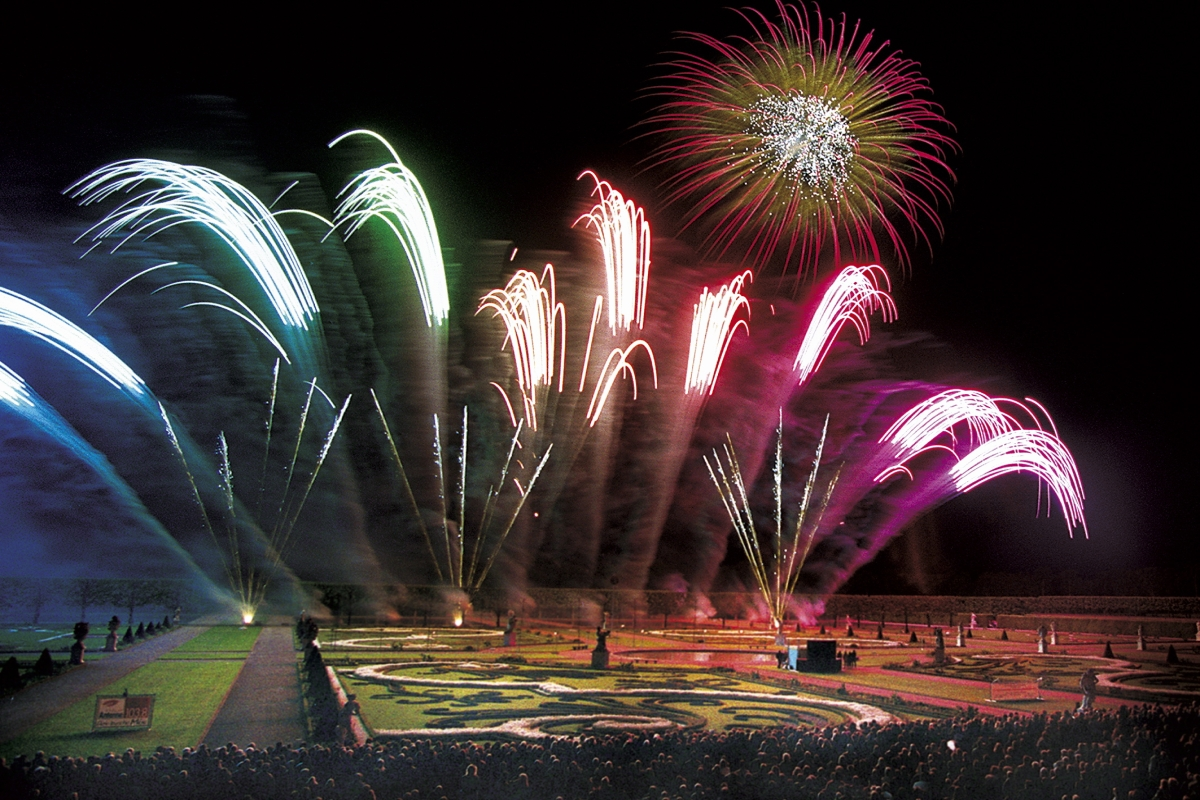
El "Internationale Feuerwerkswettbewerb" en el "Großer Garten"

El duque George von Calenberg creó "Herrenhausen" en 1638, el cual era entonces un pueblo independiente llamado "Herrinhusen", un jardín con edificios. En este momento en el Große Garten (Gran Jardín) su importancia se correspondía con la grandeza de su jardín ornamental. El hijo de George von Calenbergs Johann Friedrich pensó que aquí podría ser edificado un Schloss y construido un parque de recreo cuya puesta a punto fuera confiada a su jardinero Michael Grosse.
Entre el primer diseño del jardín a su actual expansión han tenido mucho que ver los cambios y mejoras significativas realizadas por los sucesivos propietarios. Probablemente las ampliaciones mayores en el diseño del jardín las efectuó el duque Ernesto Augusto de Brunswick-Luneburgo, cuyo nombramiento como elector de 1692 era inminente.
Las primeras mejoras menores son las efectuadas por el jardinero mayor Perronet, el gran jardín en este momento incrementa sus dimensiones totales sobre la mitad de largo y de ancho - así como un cuarto grande - de lo que es actualmente. Entre 1676 y 1680 se llevó a cabo el trabajo sustancial de la expansión. En este período, se construyó el edificio del "Herrenhäuser Schloss" y en 1676 la Gran Cascada y un año más tarde, la Cueva. A cargo de la obra en el castillo y los jardines en este momento estaba el arquitecto de la corte Sartorio, de maestro de las fuentes Cadart y diseñador del patio Westermann.
La principal tarea del maestro constructor de las fuentes era la de proporcionar una variedad de juegos de agua y sobre todo el caudal de agua para la Gran fuente. Pero Cadart falló en esta tarea. No fue sino hasta 1696 cuando Gottfried Wilhelm Leibniz con la idea de construir un canal de suministro de agua de un río próximo y asegurar con un buen caudal de agua el funcionamiento de la estación de bombeo para suministro al jardín. Para la excavación del canal y de los movimientos de tierra se emplearon a soldados. Desde Inglaterra vinieron los maestros de artes mecánicas Andrews y Joseph Cleeves con su hijo Johann, quién - se encarga de la realización - después de una serie de intentos fallidos por otros mecánicos.
En 1719 acudió el rey de Inglaterra Georg I de Hannover para asistir a la inauguración. Sin embargo, fue una gran decepción: en lugar de los esperados 20 metros, el chorro de agua alcanzó solamente 5 metros de altura. El mecánico francés Desagulier se dio cuenta del error: El tubo de conexión al canal no se dobló, sino que estaba en recto. Se empleó a Joseph Cleeves y a su hijo Johann como maestro en el arte de los juegos del agua En septiembre de 1720, finalmente se completó la obra. La Gran Fuente llegó por primera vez en 1721 a una altura de unos 36 metros. La estación de bombeo ("Wasserkunst") mencionada para los juegos de agua, se encuentra fuera del jardín y ahora es un monumento técnico funcional.
Otro impulso constructor se desarrolló en los años 1707 y 1708 una casa de servicio en la parte noroeste del jardín y dos templos, que encontró su lugar cada uno en el sureste y la esquina oeste de la Gran Jardín. Todavía existen los tres edificios actualmente.
Bajo la dirección de la esposa del Elector Ernesto Augusto, electora Sofía de Hannover, fue creado el "Große Garten" (gran jardín). La princesa Sofía que pasó su juventud en Holanda, quiso dejar la impronta de sus preferencias en el jardín, el cual estaba basado en lo local y pasara a ser diseñado en el estilo barroco francés. El gran jardín se cuadruplicó en 1714 su tamaño y en la actualidad cubre un área de cerca de 50 Hectáreas
Pronto se construyeron nuevos edificios. Entre 1720 y 1723 los arquitectos checos de la corte edificaron la Orangerie en el nordeste del jardín. Desde 1739 como la casa de paredes entramadas se reconoce a la Orangerie. Entre 1747 y 1749 se edificó la vivienda del director del jardín von Hardenberg según el proyecto del arquitecto jefe Heumann, aunque vivienda en realidad no se pueda llamar, hay un edificio pequeño de dos pisos que se encuentra en la parte noreste del jardín. 
Desde 1819 a 1821, el arquitecto de la corte Georg Ludwig Friedrich Laves renueva el Schloss Herrenhausen y dos años más tarde, la Orangerie. Hacia mediados del siglo XIX quedó el Große Garten en el olvido, tras la unión personal de los regentes de Hannover y Reino Unido que se alojaban en Londres y no cuidaba del jardín. Esto resultó ser una bendición para el jardín: Durante el siglo XVIII muchos príncipes comenzaron a seguir a transformar sus jardines moda barroca de la época en los jardines del paisaje, el gran jardín se mantuvo sin cambios.
En 1862 el Elector George V de Hannover hace de Herrenhausen su residencia real permanente. Después de perder la guerra contra Prusia, con la anexión de Hanover en 1866, terminó la importancia social del "Großer Garten" y las instalaciones quedaron desatendidas de nuevo. Por mejoras técnicas un año antes el chorro de la Gran Fuente había alcanzado una altura de unos 56 metros.
En 1936 compró el Municipio de Hannover, el gran jardín y lo restauró por completo. En la Segunda Guerra Mundial en 1943 el "Schloss Herrenhausen· fue deliberadamente bombardeado mediante bombas incendiarias británicas y completamente destruido. El jardín tenía que ser completamente restaurado debido a la guerra y fue solo en el año 1966 cuando terminó la restauración. Solo la Cueva, la Gran Cascada y la gran escalera del palacio sobrevivieron a la guerra. 
La cueva y la cascada se mantienen en pie en su sitio original, mientras que la escalera se movió hasta el borde suroeste de la planta baja en la siguiente reconstrucción de los jardines.

### El Großer Garten en elsigloXXI
Los "Großer Garten" en su forma actual son los jardines barrocos más conocidos de Europa.
Cada año se celebra en el "Großer Garten", la "Internationale Feuerwerkswettbewerb" ("Competición Internacional de Fuegos Artificiales"). Tiene lugar en cinco fechas de mayo a septiembre en las cuales pirotécnicos de todo el mundo compiten con sus trabajos unos contra los otros. Desde 2007, cada nación participante primero tiene que completar un programa obligatorio con un acompañamiento musical fija. Las naciones pueden entonces presentarse en un estilo libre individual. Los fuegos artificiales son precedidos por un programa variado, que ofrece una mezcla de cabaret, música y teatro. 
Además, tiene un importante aliciente en el Kleines-Fest im Herrenhäuser Gärten es un popular Festival del Cabaret internacional establecido en Alemania. El festival se celebra cada año en verano, en diferentes días y ofrece una amplia gama artística de espectáculos en muchos escenarios fijos y móviles.
En los meses de verano, el Teatro del Estado de Hannover utiliza el Teatro del Jardín del "Großer Garten", en actuaciones musicales y teatrales. Además, se pueden utilizar tanto el invernadero como las galerías de muestras y exposiciones de arte, para realizar conciertos.

Vistas de Großer Garten
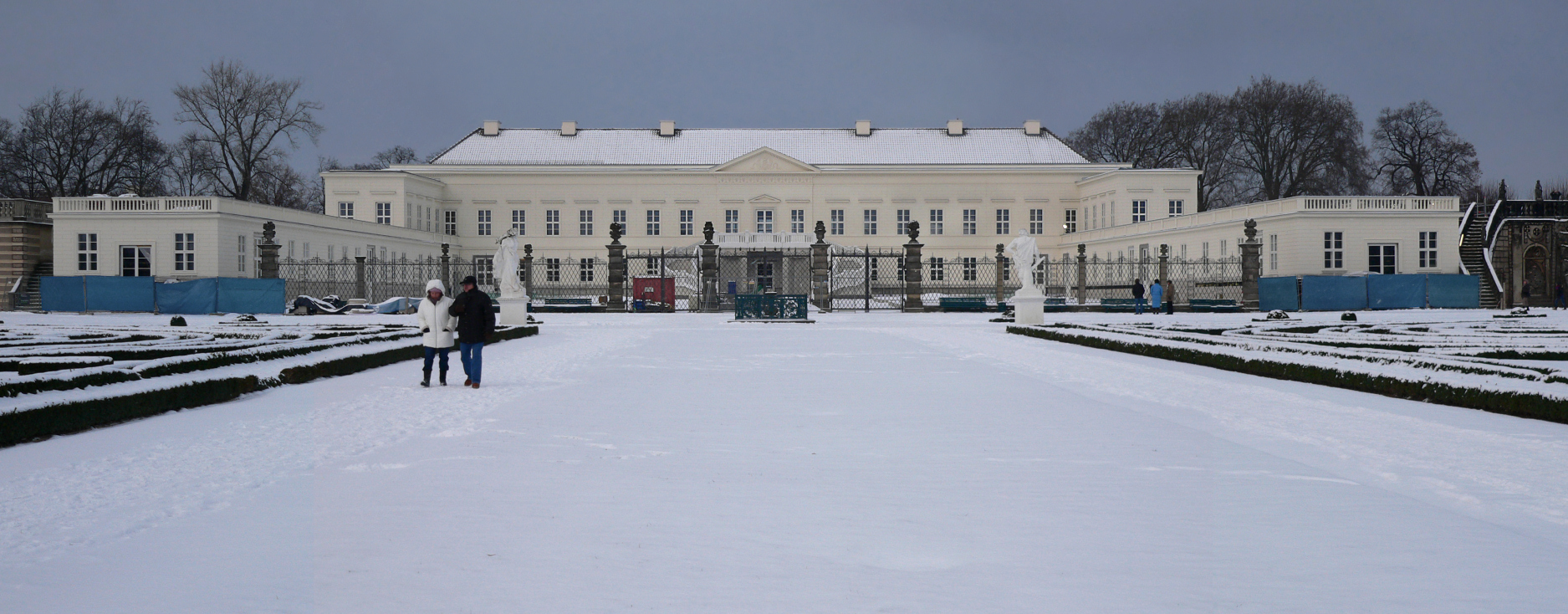
El edificio del palacio de "Schloss Herrenhausen".
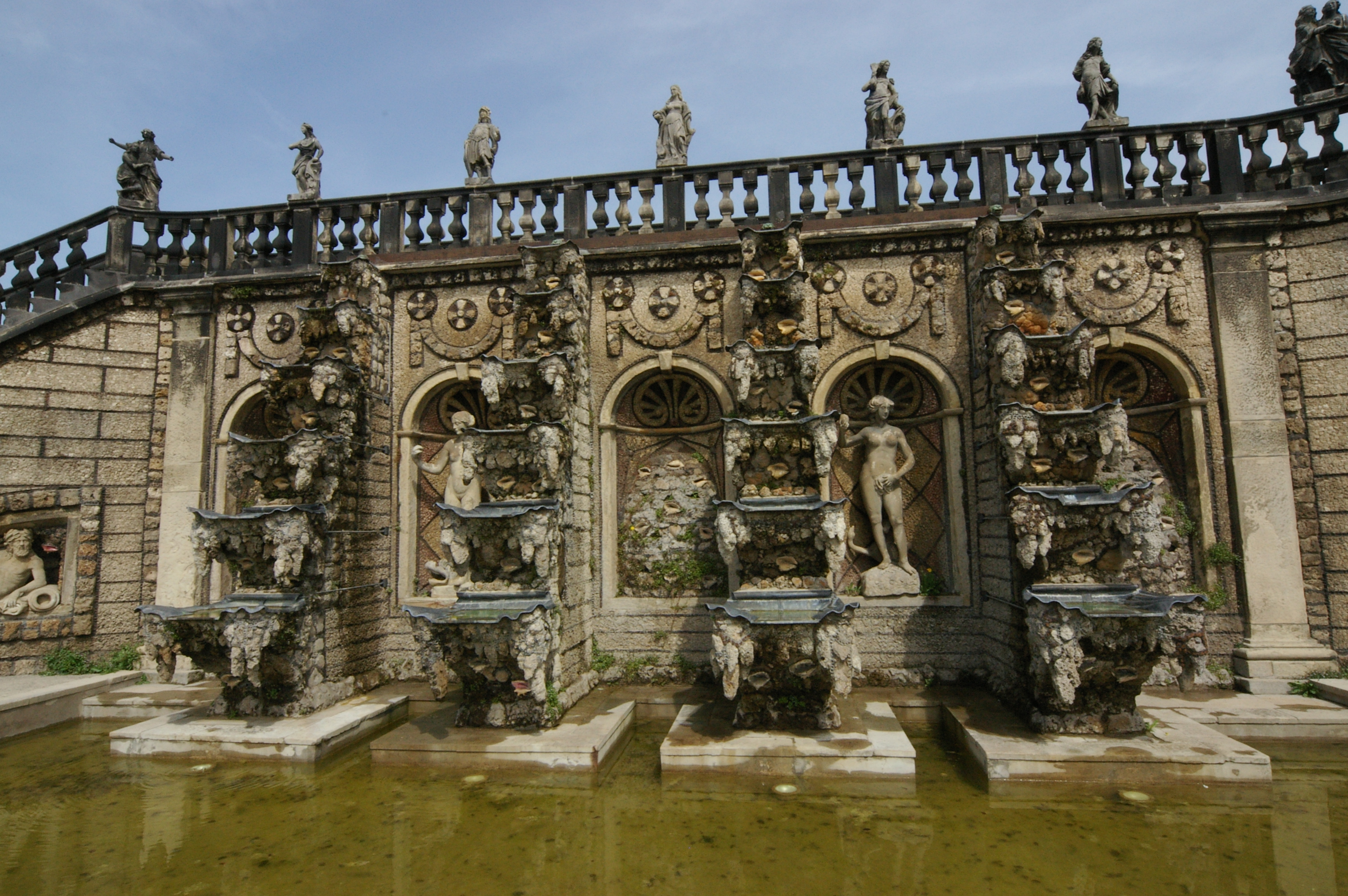
La cascada histórica
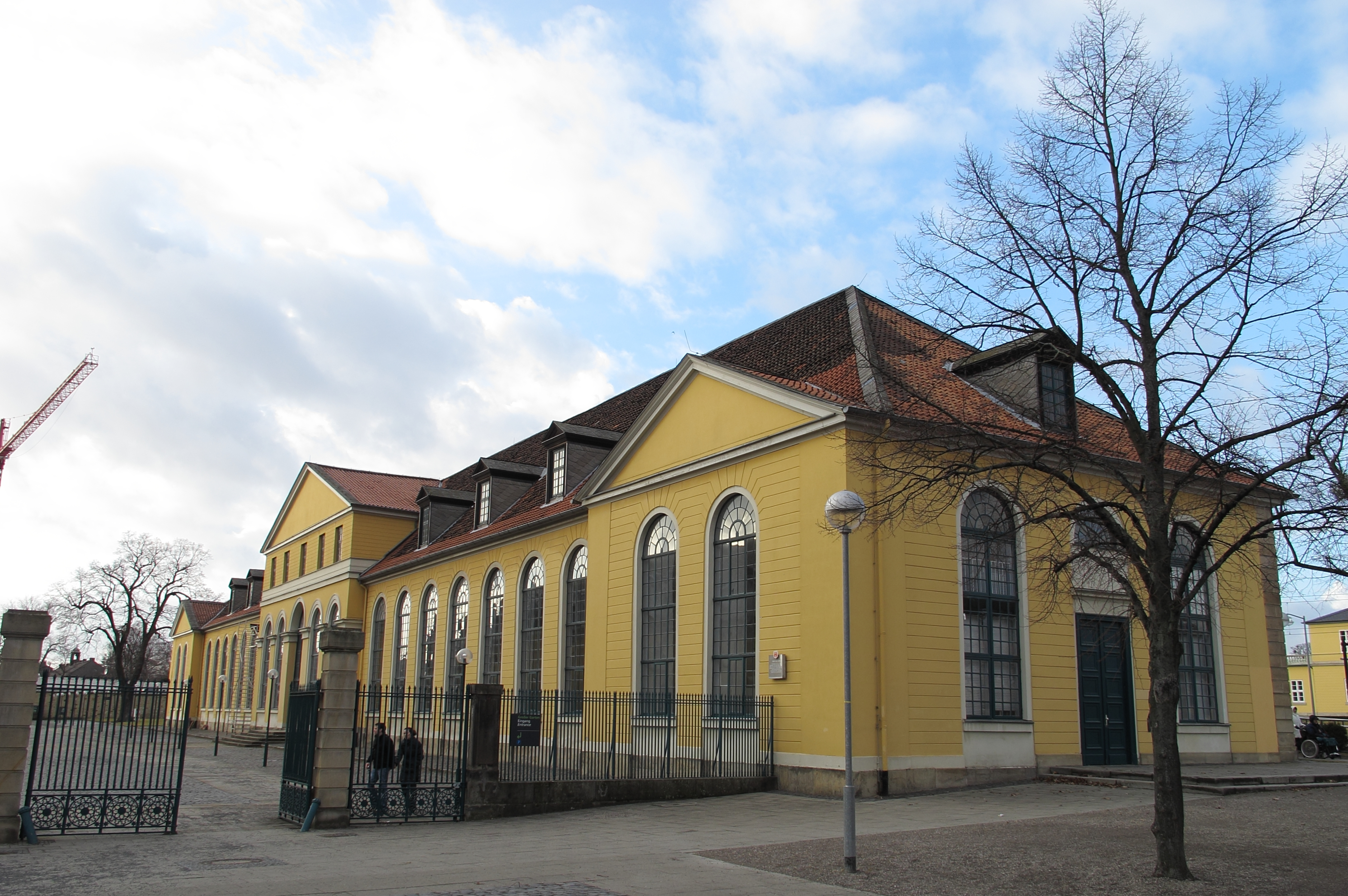
La orangerie del Hannover Herrenhausen
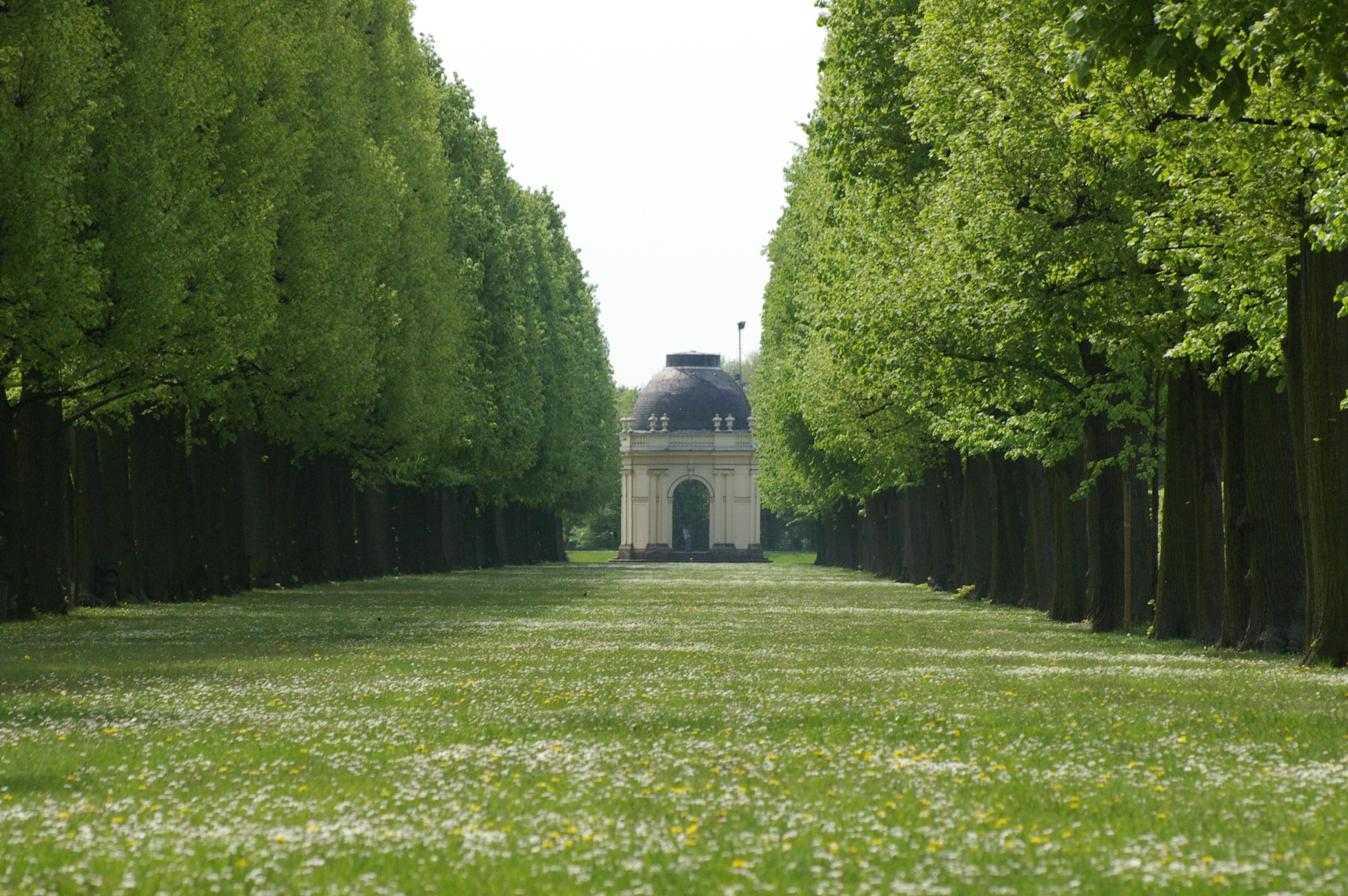
El pabellón templo, obra de Remy de la Fosse, al fondo de la Grand Allée.
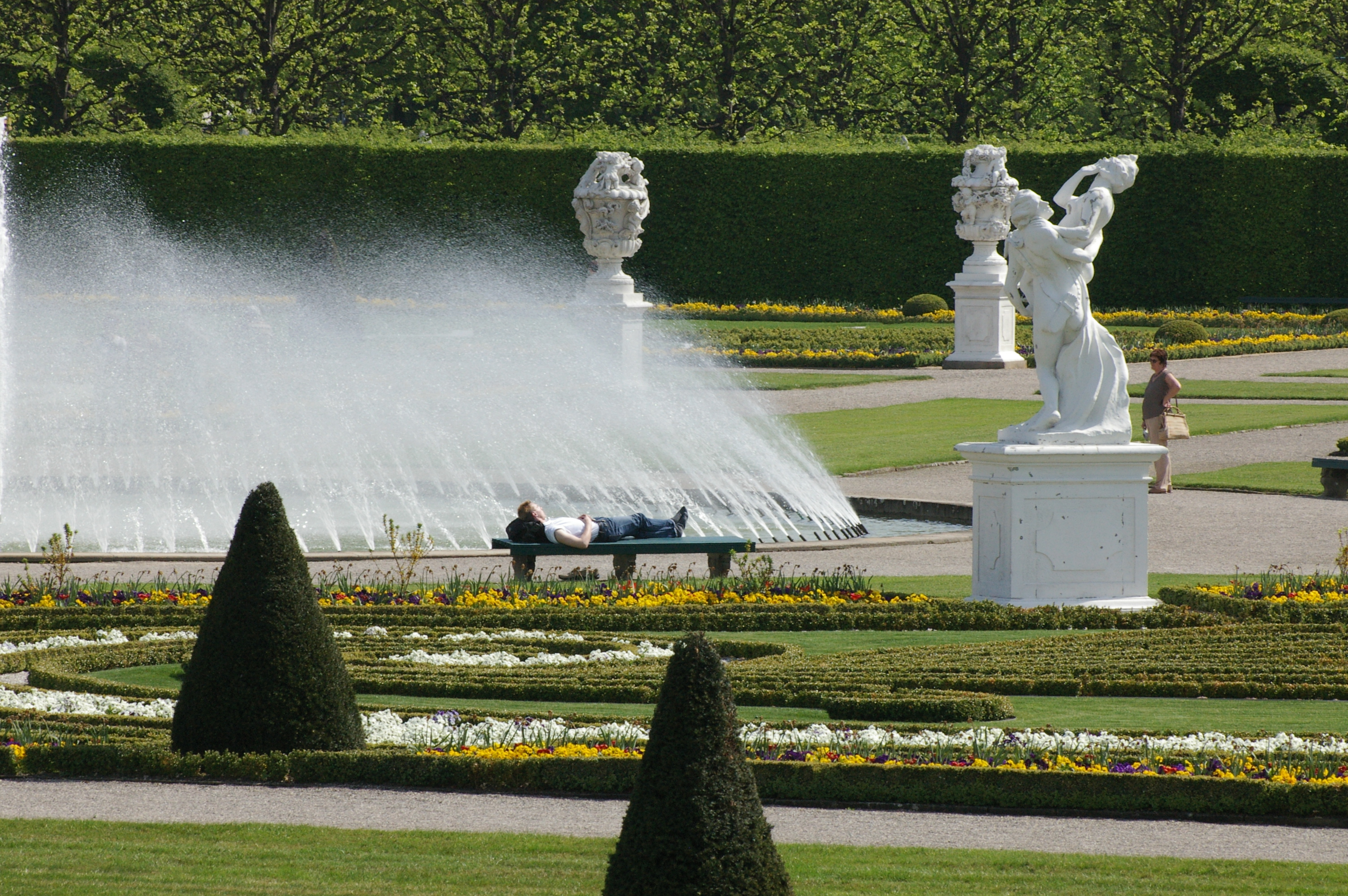
Fuente en el Herrenhausen - Großer Garten.
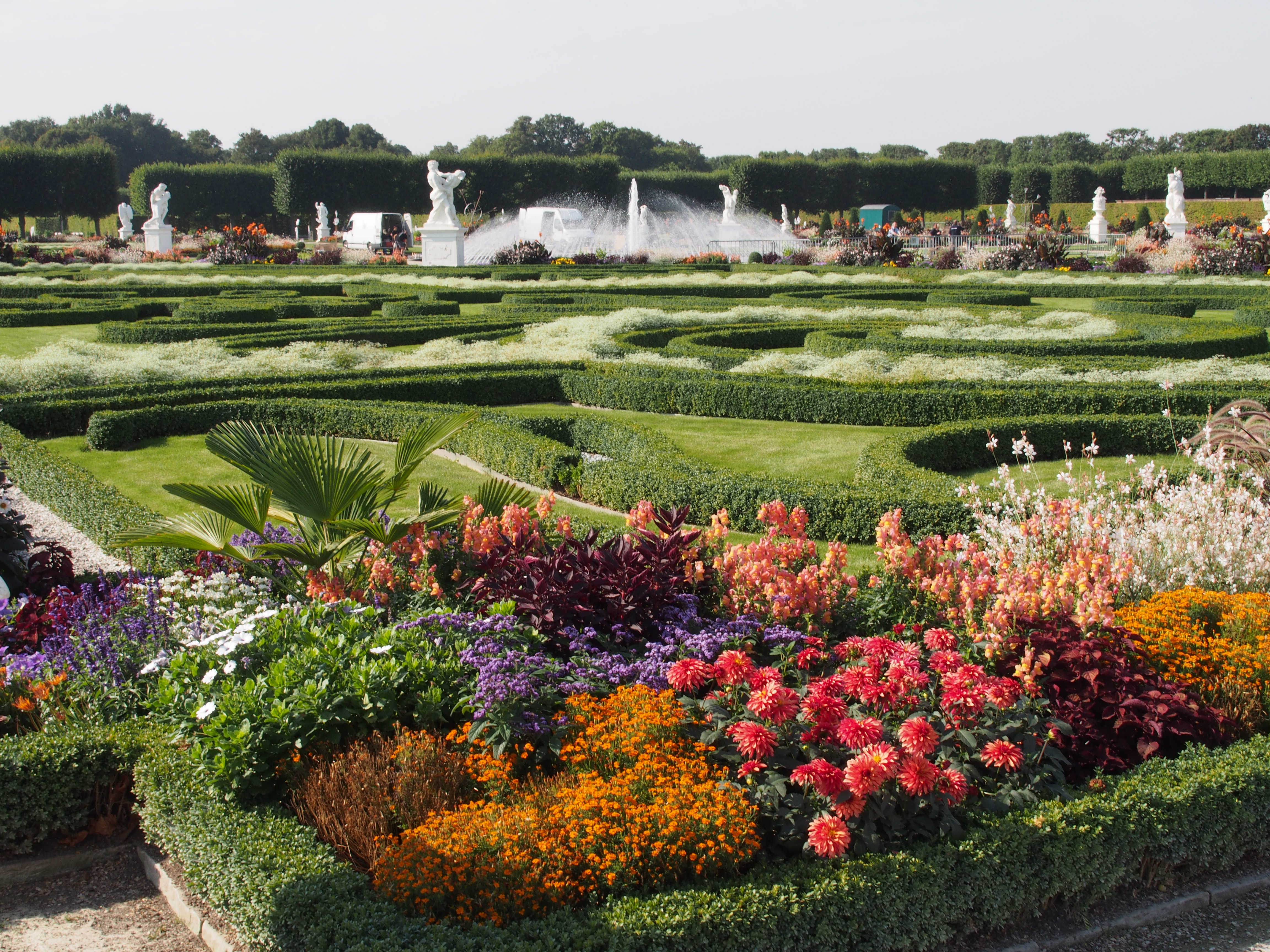
Los parterres con los arriates de flores.
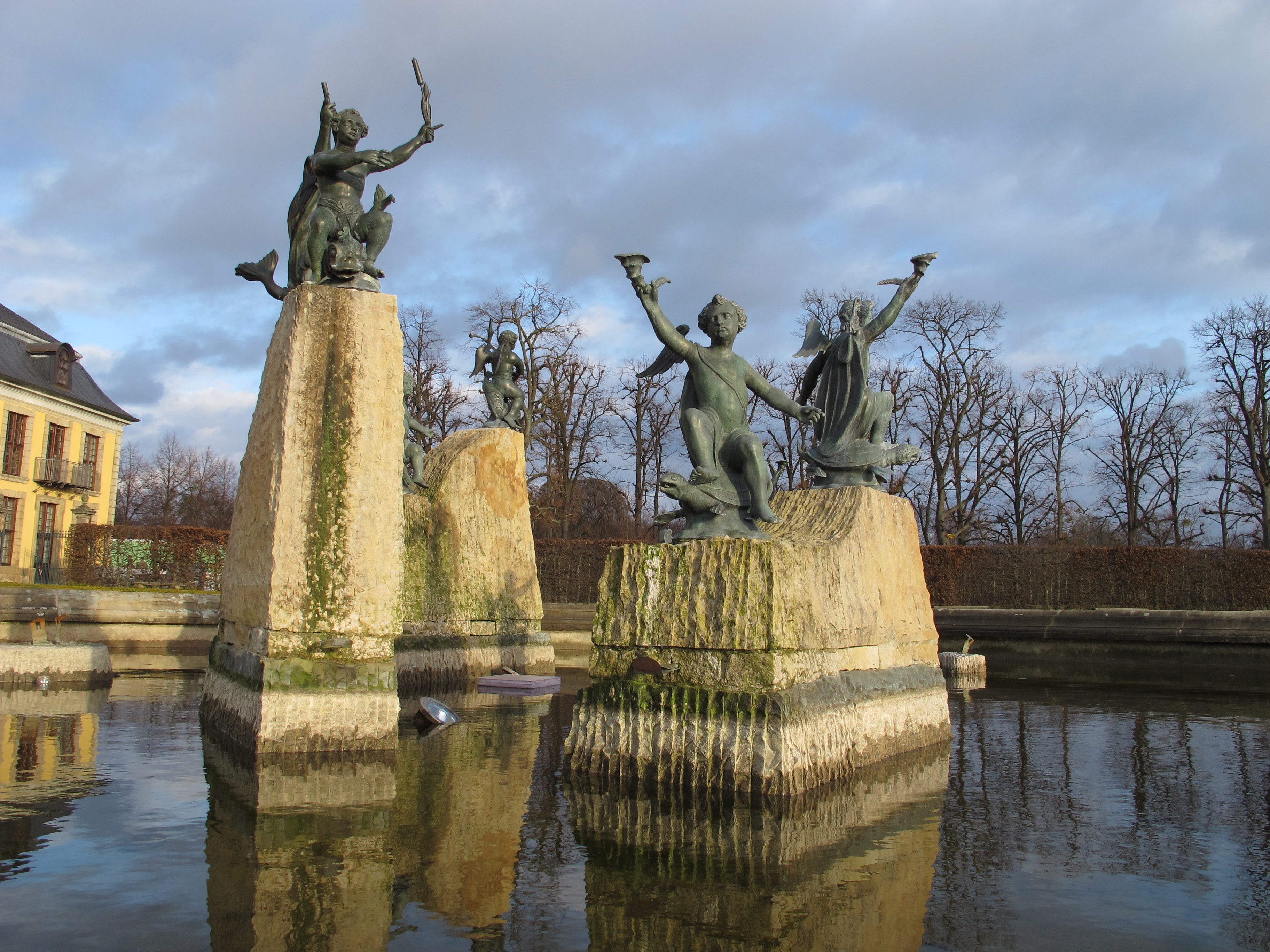
La fuente de Neptuno
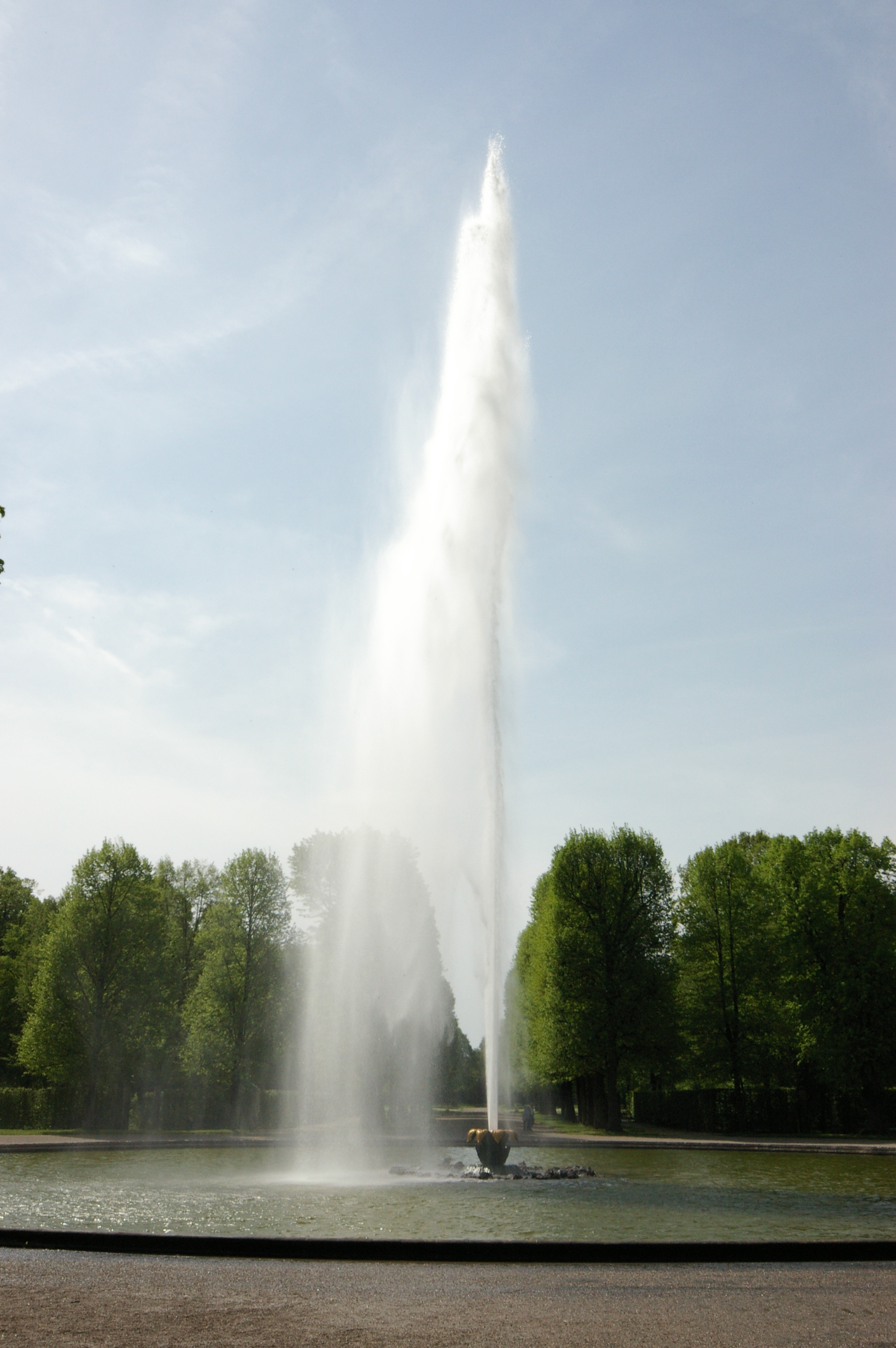
La gran fuente (Große Fontäne)

## Jardines de la Montaña (Berggarten)
Los Berggarten (jardines de la montaña) en 1666 se utilizaban como un huerto para cultivar verduras y como vivero para suministrar nuevas plantas al "Großer Garten". Este jardín se encuentra al norte de la Gran Jardín en el otro lado de las casas solariegas de la calle.
La electora Sofía de Hannover transformó el Berggarten' en un jardín de plantas exóticas, por lo que 1686 fue un invernadero. Convirtiéndose en uno de los jardines botánicos más antiguos de Alemania.
En 1750 se hizo cargo de la huerta el barrio de Linden para suministrar al órgano jurisdiccional con frutas y verduras, el jardín de la montaña es ahora exclusivamente un jardín botánico. 
Entre 1817 y 1820 Georg Ludwig Friedrich Laves construyó una casa de maestro jardinero, que en 1952 se convirtió en el pabellón de la biblioteca. De 1842 a 1847, se construyó de acuerdo a los planes de Laves un mausoleo en el que el rey Ernesto Augusto I de Hannover y su esposa Federica de Mecklemburgo-Strelitz tienen su último lugar de descanso.
En las casas de la tienda y los jardines temáticos del Berggarten' hay actualmente unas 11.000 plantas de diferentes zonas climáticas, incluyendo la mayor colección de orquídeas en Europa.

Vistas de Berggarten
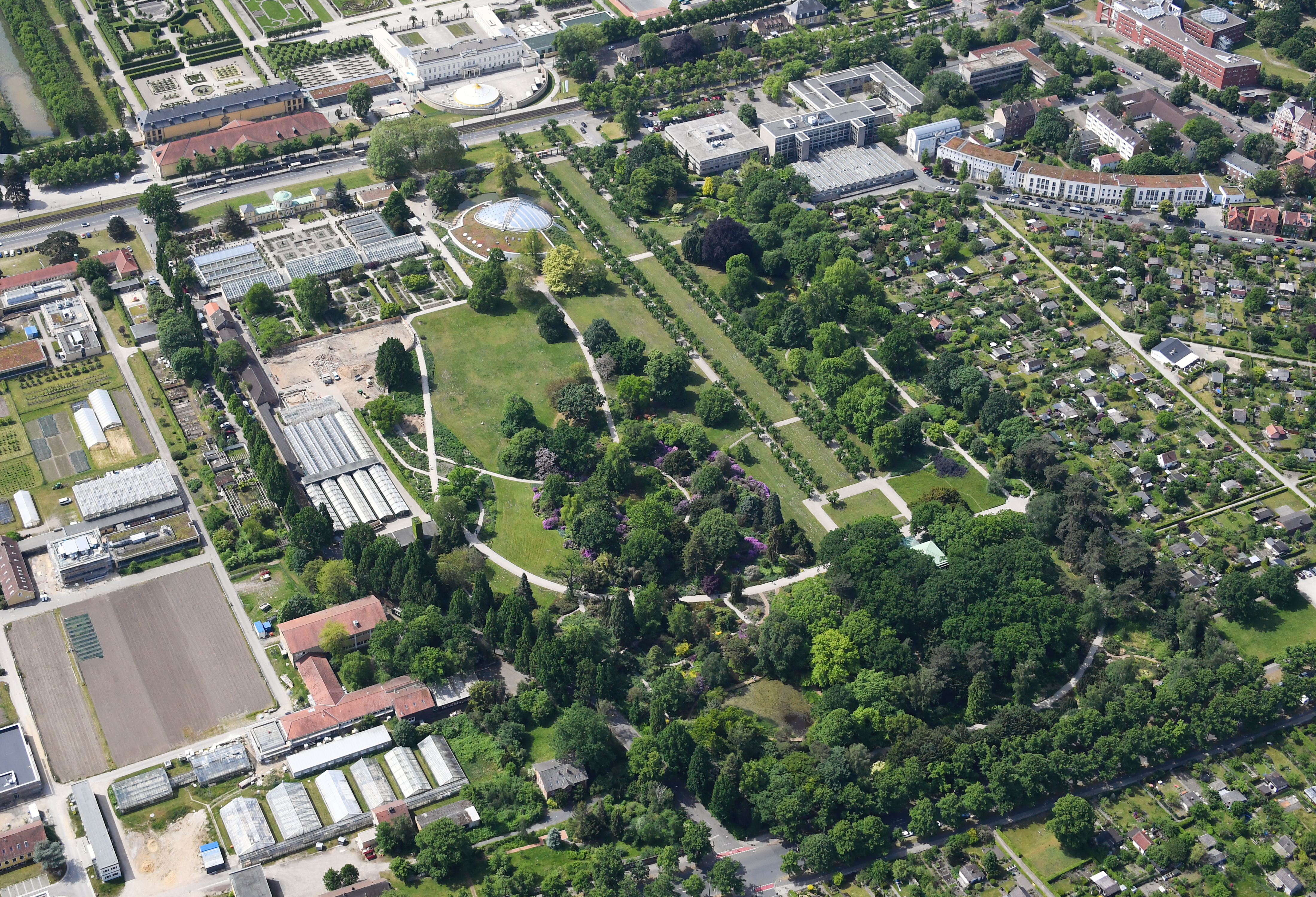
Vista aérea de los jardines de la montaña
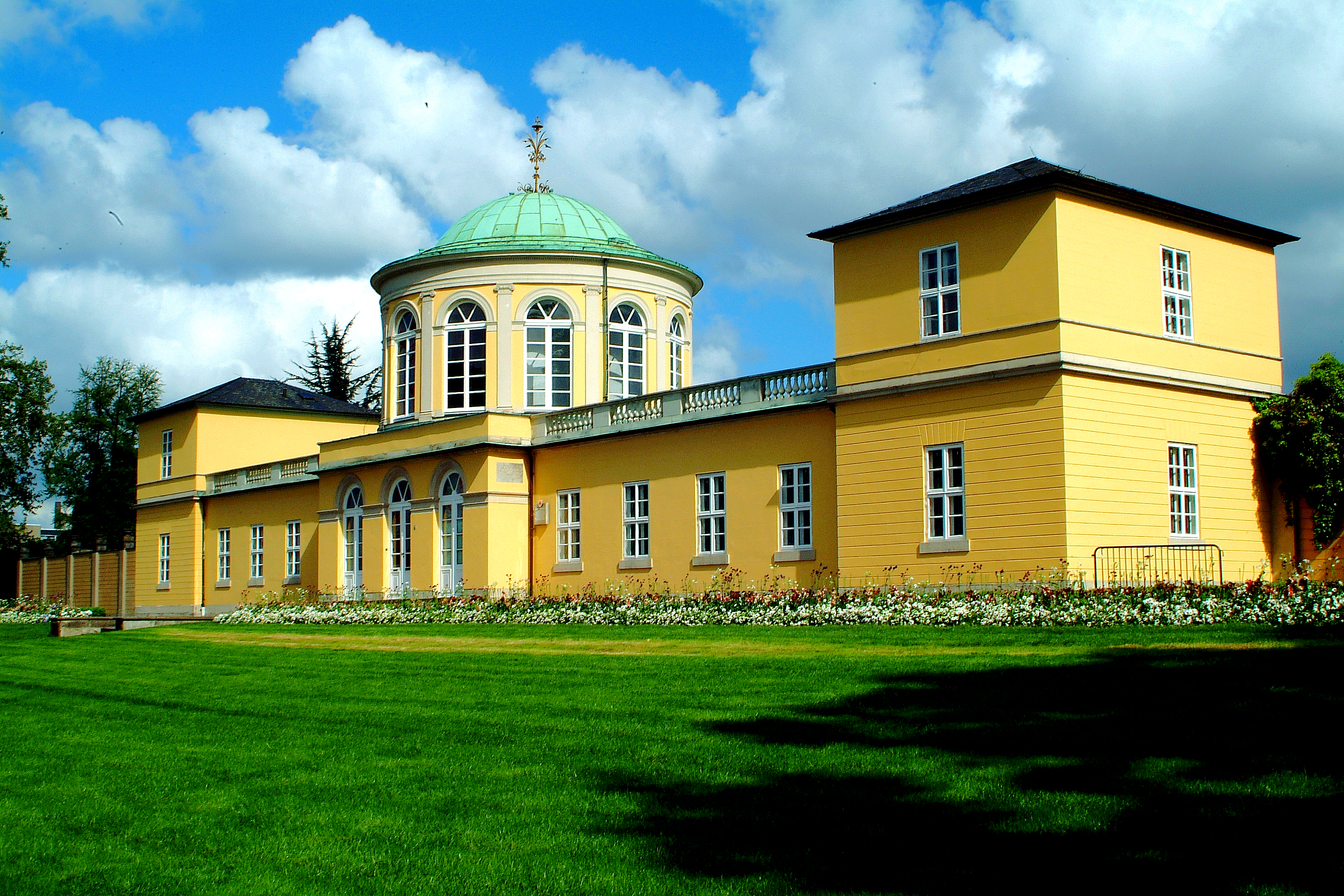
El edificio de la Biblioteca
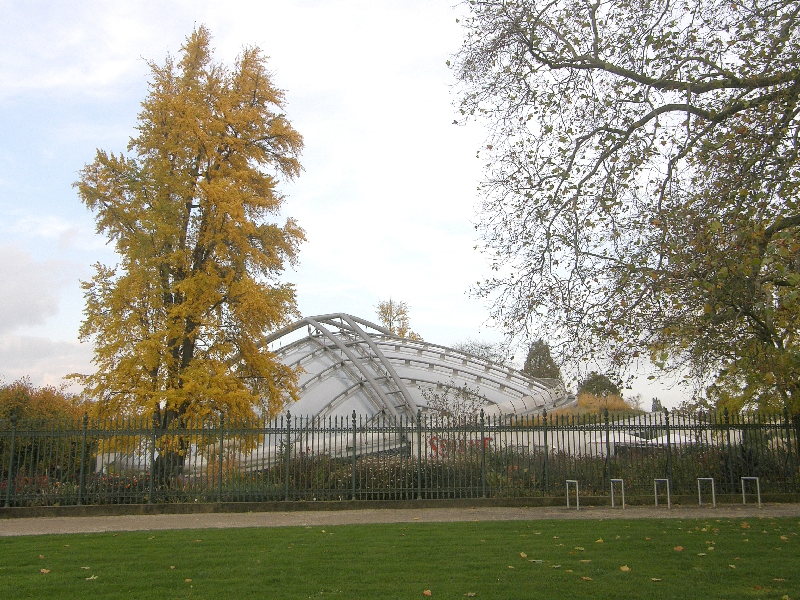
La estructura del Centro Sea Life
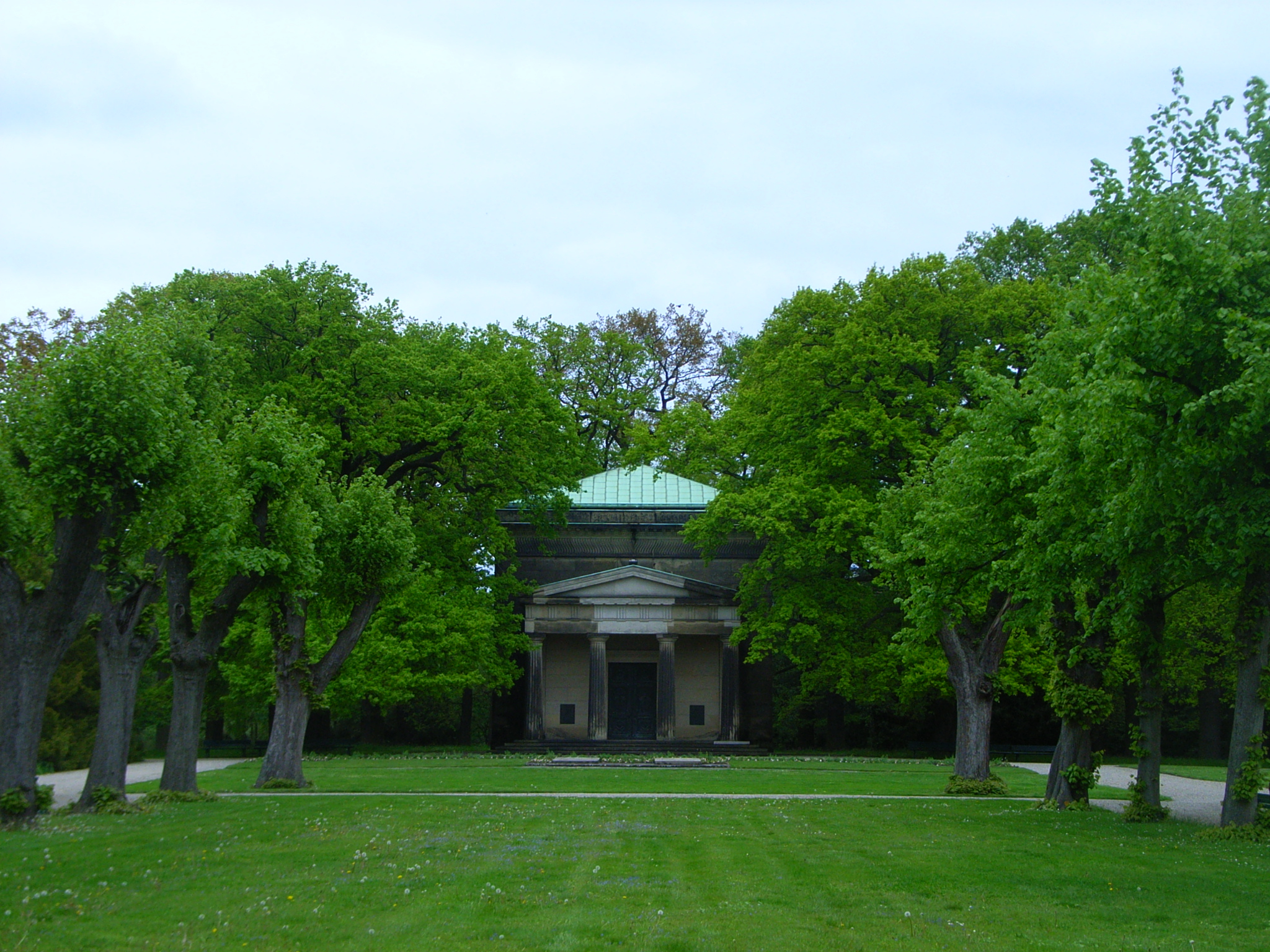
Mausoleo
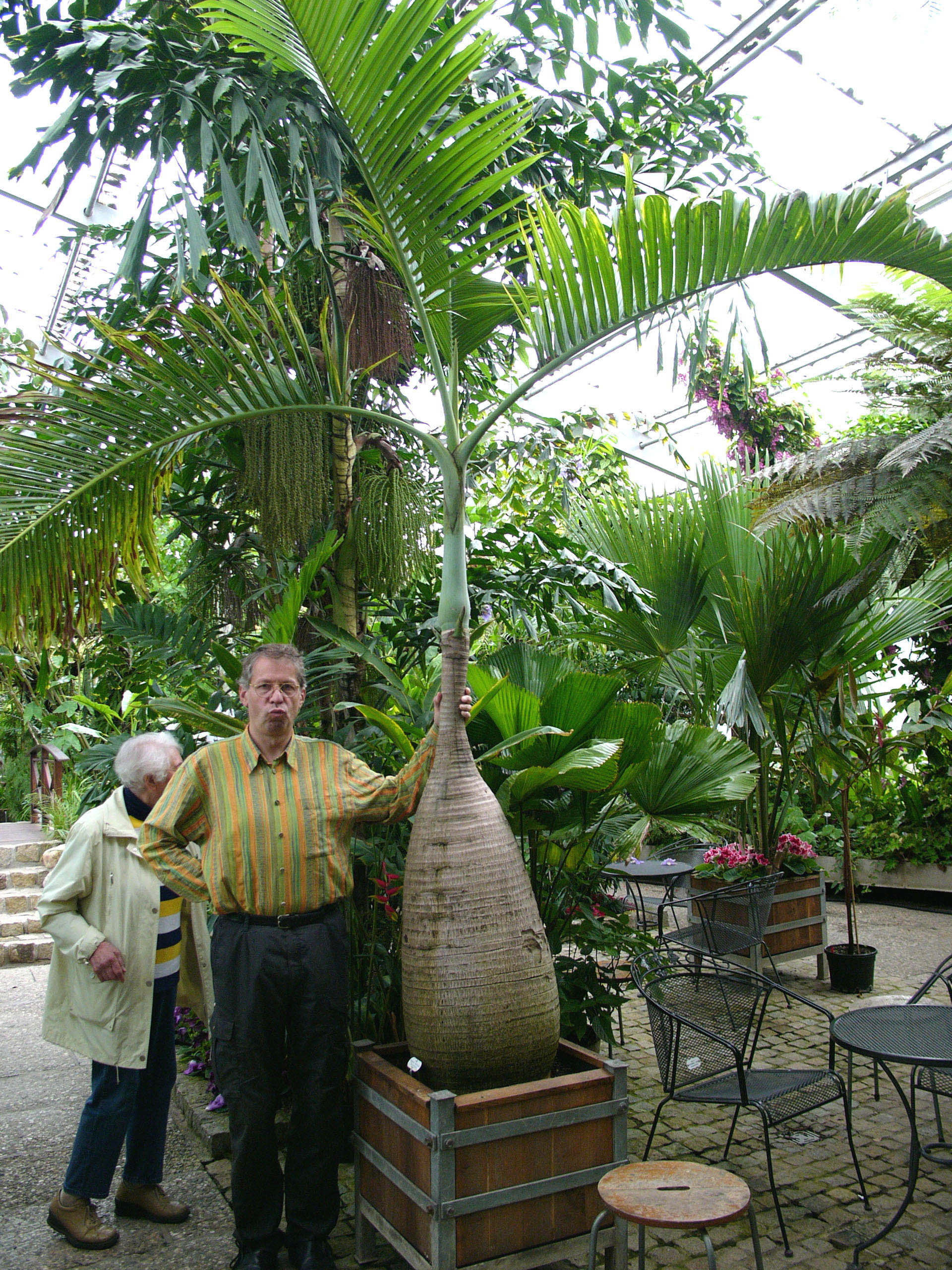
Hyophorbe lagenicaulis en el interior del invernadero

Para la Expo 2000, fue construida la Casa de la Selva. Albergaba un paisaje tropical artificial donde vivían incluso mariposas, ranas y aves pequeñas de las regiones tropicales. Debido a los altos costos, fue cerrada en 2006 y posteriormente se reconvirtió en un "Sealife Aquarium". Las cuencas de aguas profundas tienen 300.000 litros de agua. Las grandes cuencas oceánicas con los tiburones y las tortugas se pueden observar a cuatro pies de profundidad y los visitantes pasan por un túnel acrílico de ocho metros de largo.

## Jardines de Jorge (Georgengarten)
En 1700 en este lugar también conocido como Leinemasch, se encontraban fincas de la nobleza cortesana del país en cuatro hileras de mansiones que se construyeron en zona de inundación. En 1726 se construyó en el lugar la avenida de dos kilómetros "Herrenhäuser Allee", avenida que conecta el castillo "Schloss Herrenhausen" con la ciudad de Hannover. En 1768 fue adquirido el lugar por el conde Johann Ludwig von Wallmoden-Gimborn las pertenencias a las fincas de los jardines nobles y los juntaron a los „Wallmodengarten“. Entre 1781 y 1796, el castillo "Wallmodenschloss" fue construido y en este ubicada a partir de ese momento la colección de arte de los Condes. En 1826 se edificaron en las proximidades dos casas de jardín, diseñadadas por Georg Ludwig Friedrich Laves.
De 1828 a 1843 el parque se convirtió en un jardín paisajista inglés. Deja los cursos de agua de los antiguos jardines para agrandar los estanques. El parque renovado recibió el nombre de Jorge IV de Hannover renombrado como "Georgengarten". De acuerdo con los planes de Laves se construyeron tres puentes: en 1837 el "Fahrbrücke", en 1840 "Augustenbrücke" (el puente de agosto) y el puente superviviente "Friederikenbrücke" que conecta el "Großen Garten" con el"Georgengarten". Mientras tanto el renombrado Georgenpalais a "Wallmodenschloss" que ahora alberga el Museo Wilhelm Busch.
La ciudad de Hannover compró el "Georgengarten" en 1921. En su centro fue erigido el Templo Leibniz en 1935 en honor del científico Gottfried Wilhelm Leibniz. El monopteros fue construido entre 1787 y 1790 en el antiguo patio de armas (más tarde "Waterlooplatz")

Vistas de Georgengarten
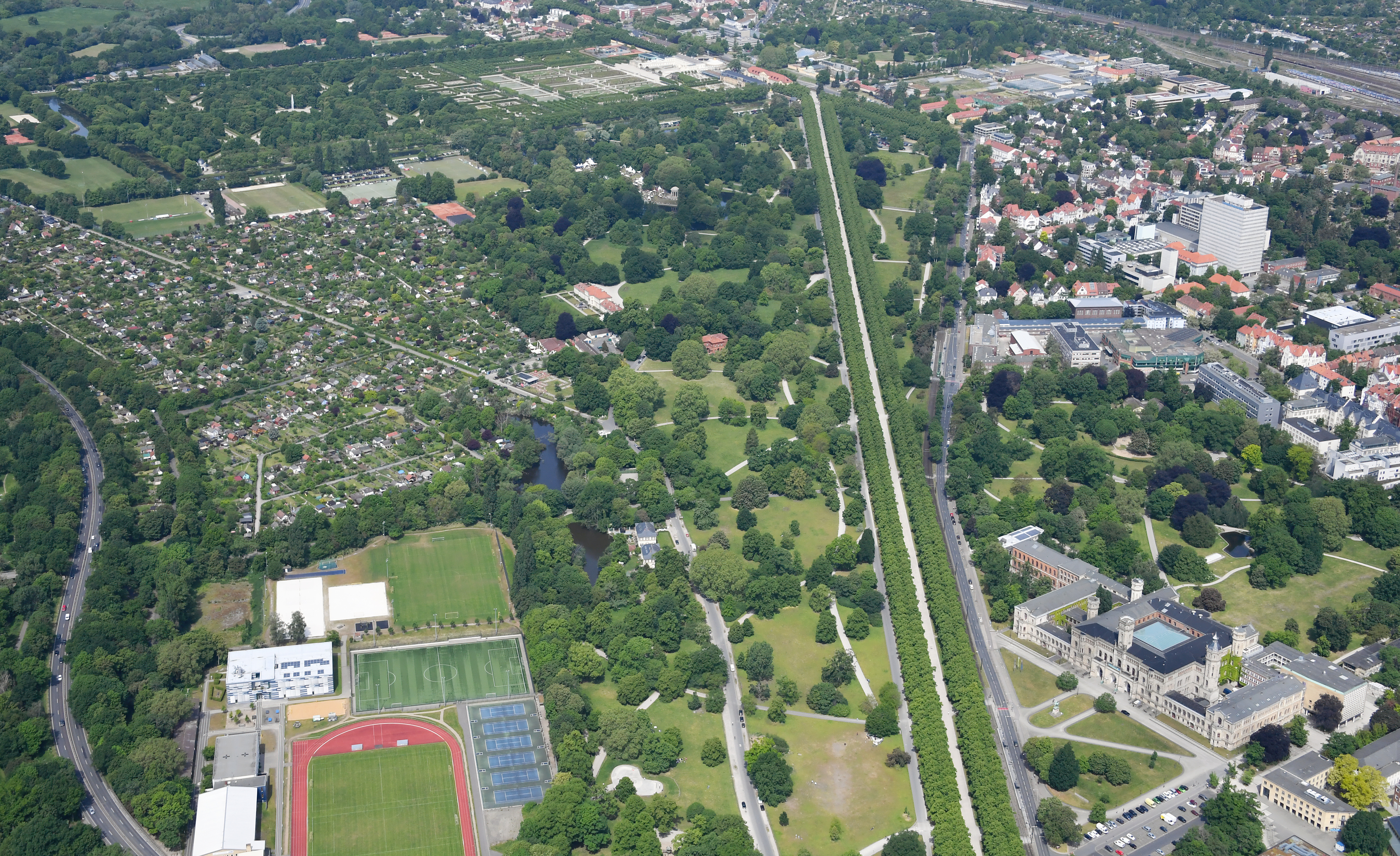
Vista aérea de los jardines de Jorge
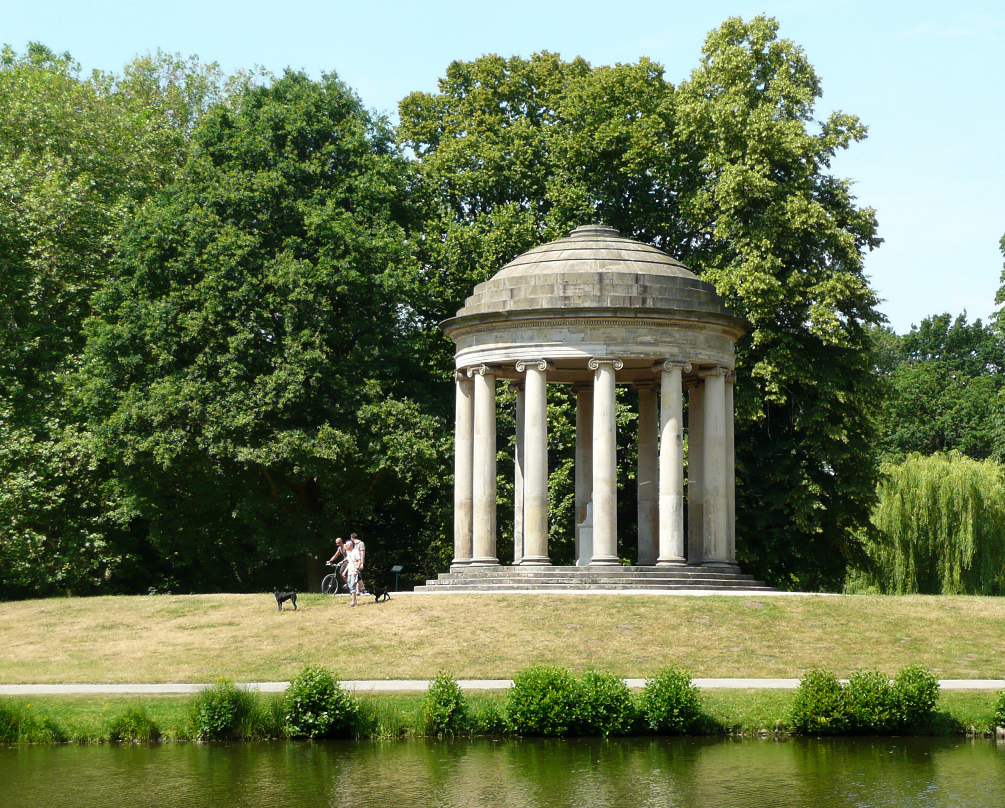
El templo de Leibniz
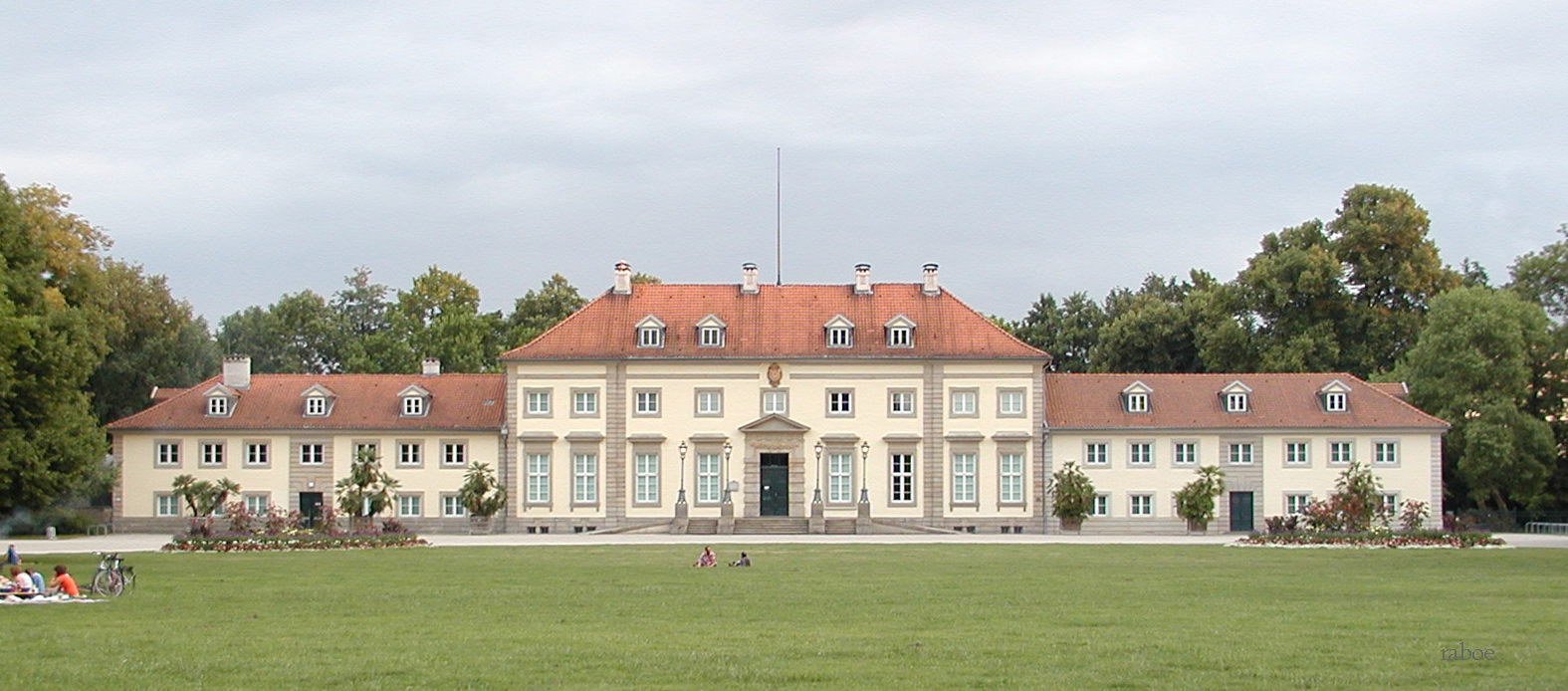
El Hannover herrenhausen busch museum.
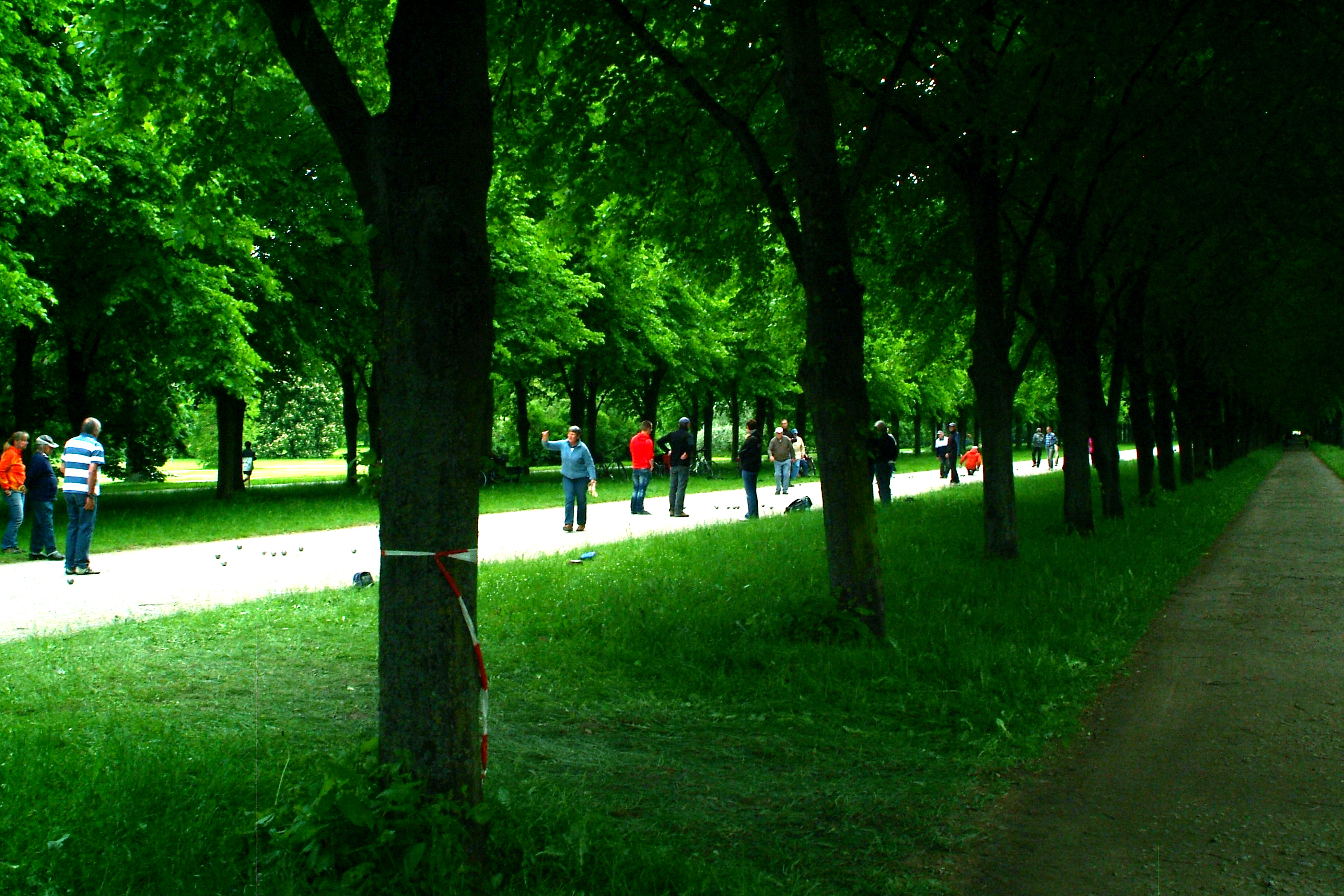
El festival de bolos 2012.
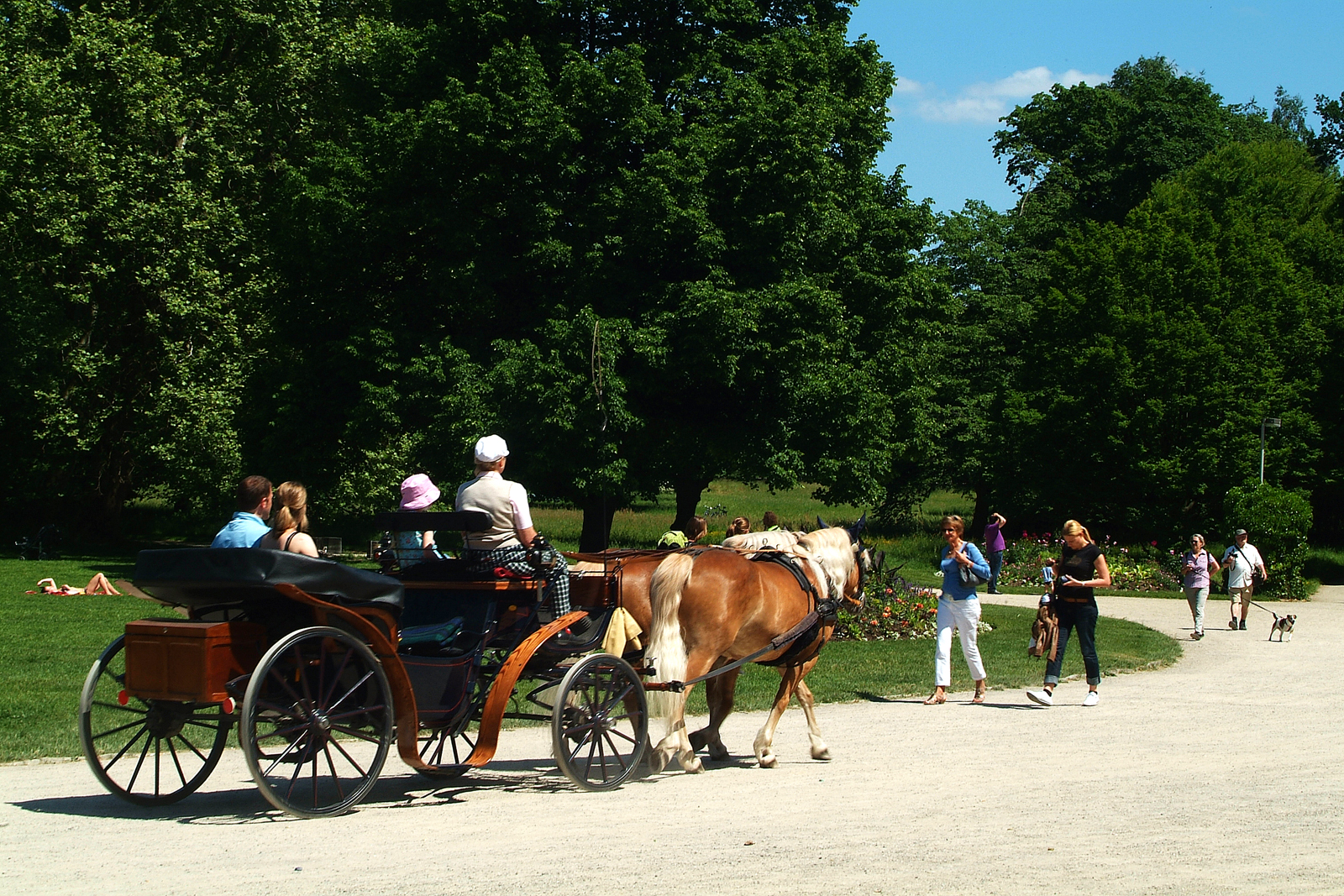
Paseo de caballos

## Jardines de los Güelfos (Welfengarten)
Al norte de la Herrenhäuser Allee en 1717 se encontraba la residencia de Schloss Monbrillant de la Familia von Platen nobles de Pomerania, sin embargo fue demolido en 1857. A partir de este momento uno de los dos puentes peatonales creados por Laves todavía se conserva.
En su lugar se situó el Welfengarten rodeando al "Welfenschloss". En los años siguientes —en concreto a partir de 1857 a 1866— el edificio fue reconstruido como Welfenschloss en su forma actual. Un cambio en su uso llegó en 1879, cuando el nuevo castillo pasó a ser la sede, hasta hoy, de la Universidad Técnica de Hannover, que fue trasladada desde el centro de la ciudad a las entonces afueras.

Vistas de Welfengarten
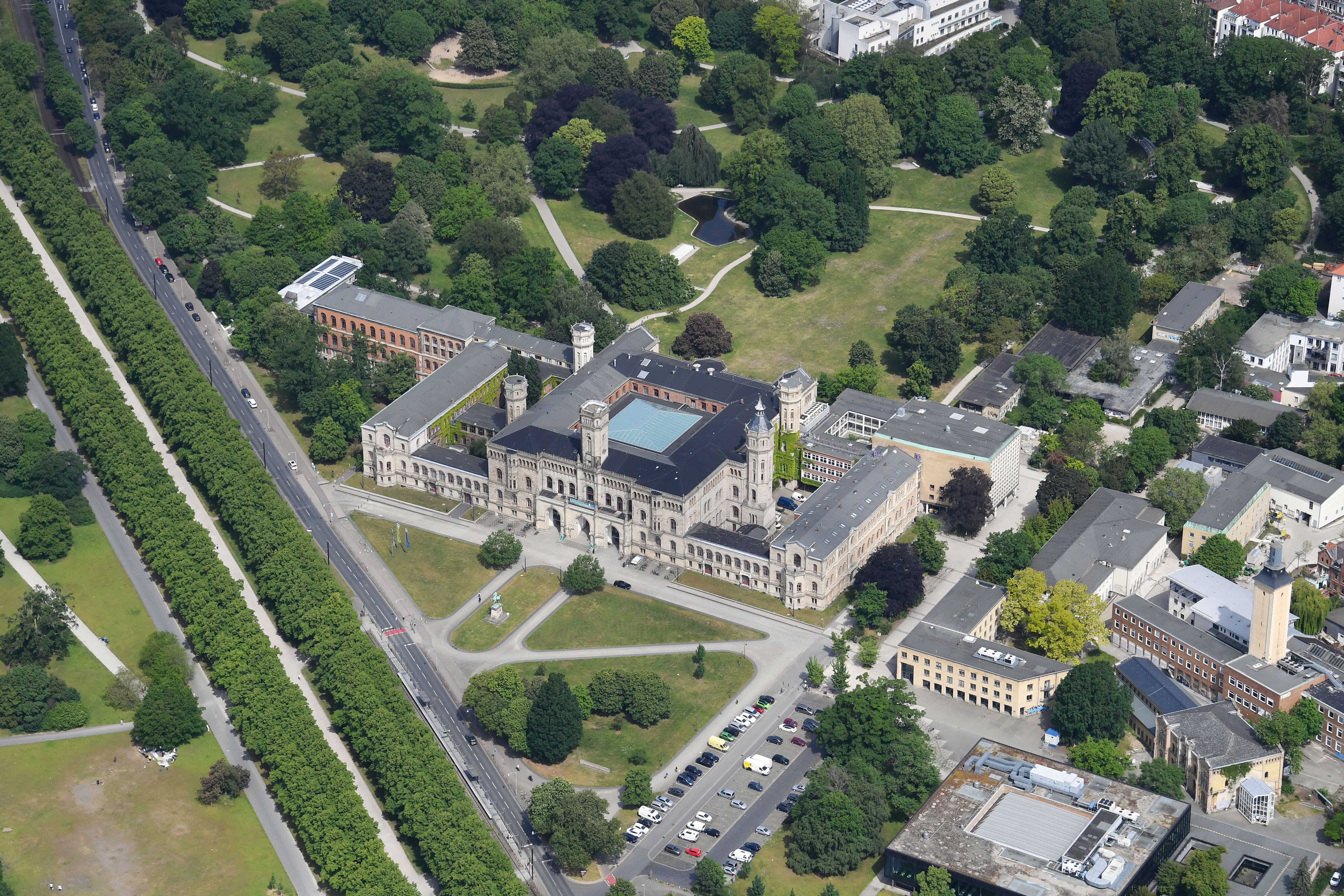
Vista aérea de los jardines de los Güelfos
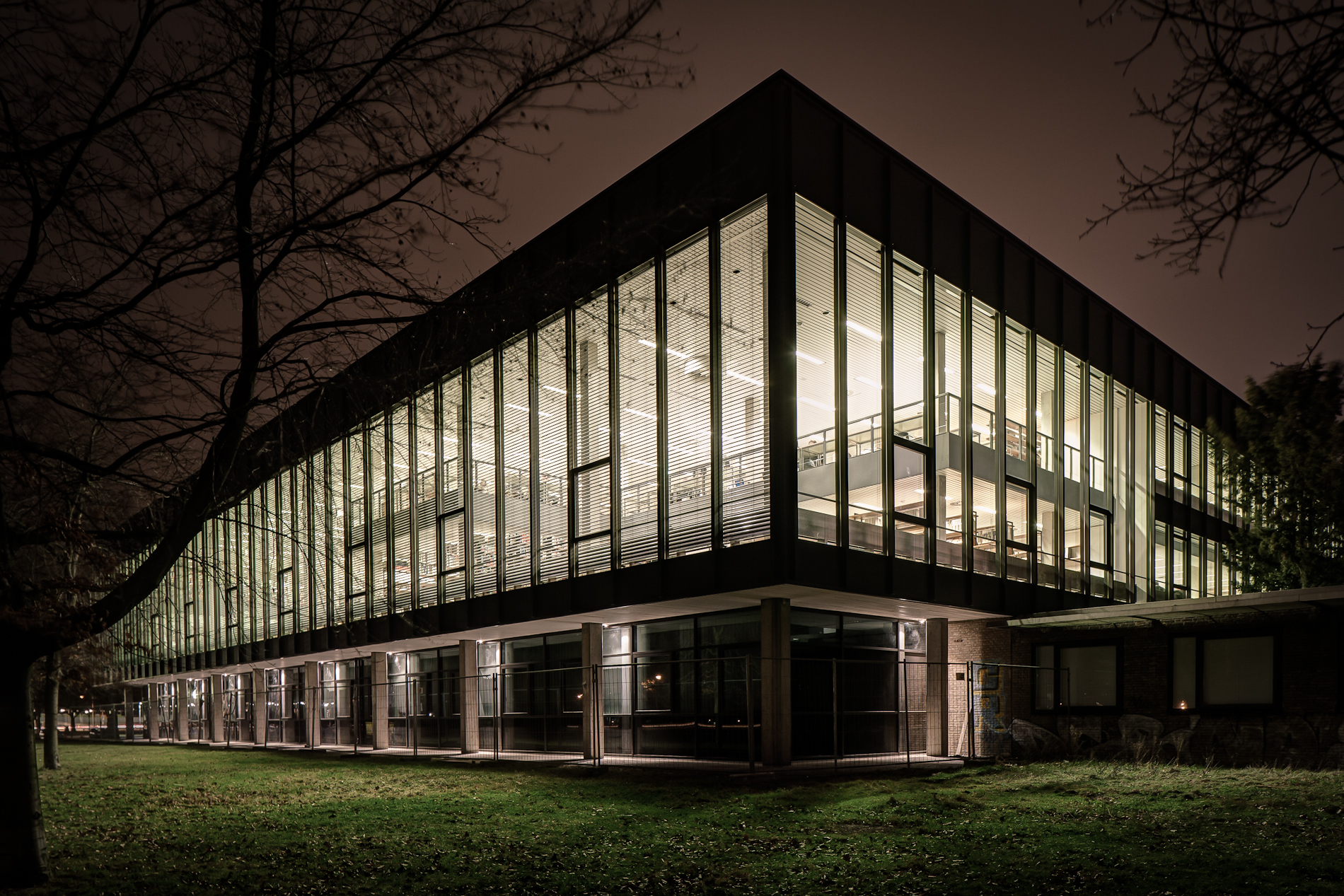
La TIB Technische Informationsbibliothek (Hannover)
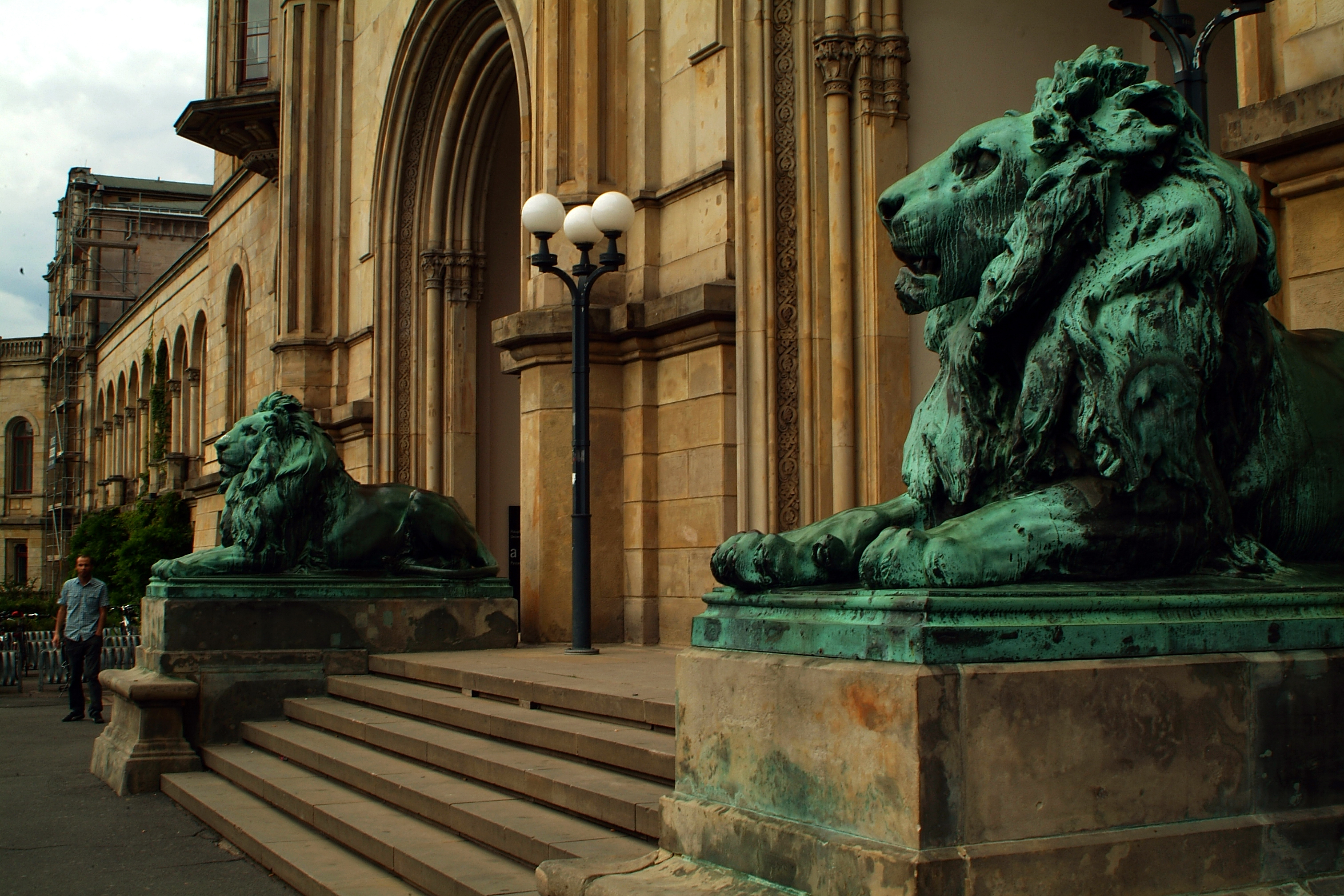
Los leones de bronce "Universität Hannover Rosenthal Bernstorff & Eichwede".
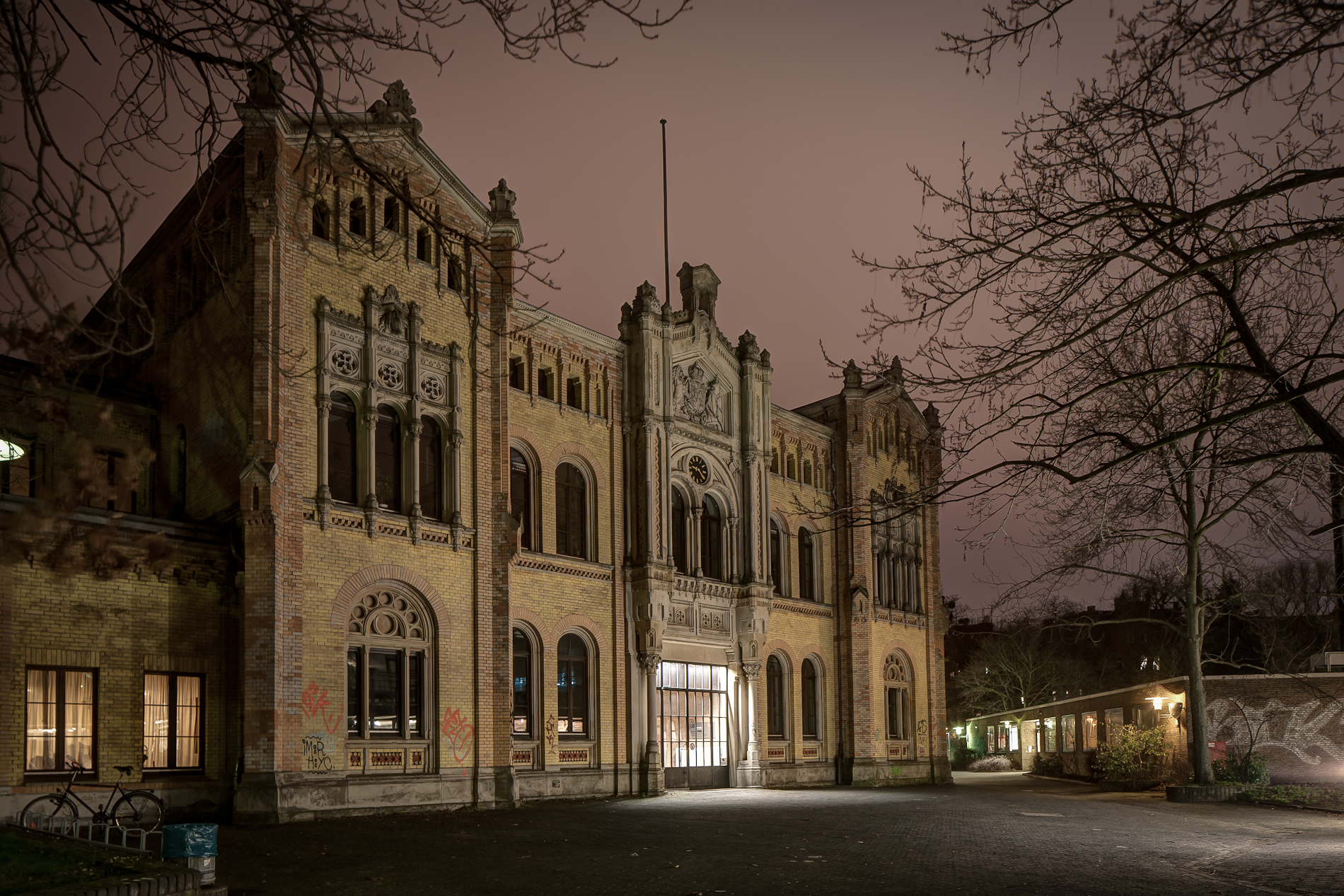
El edificio Marstall de la universidad de Hannover.
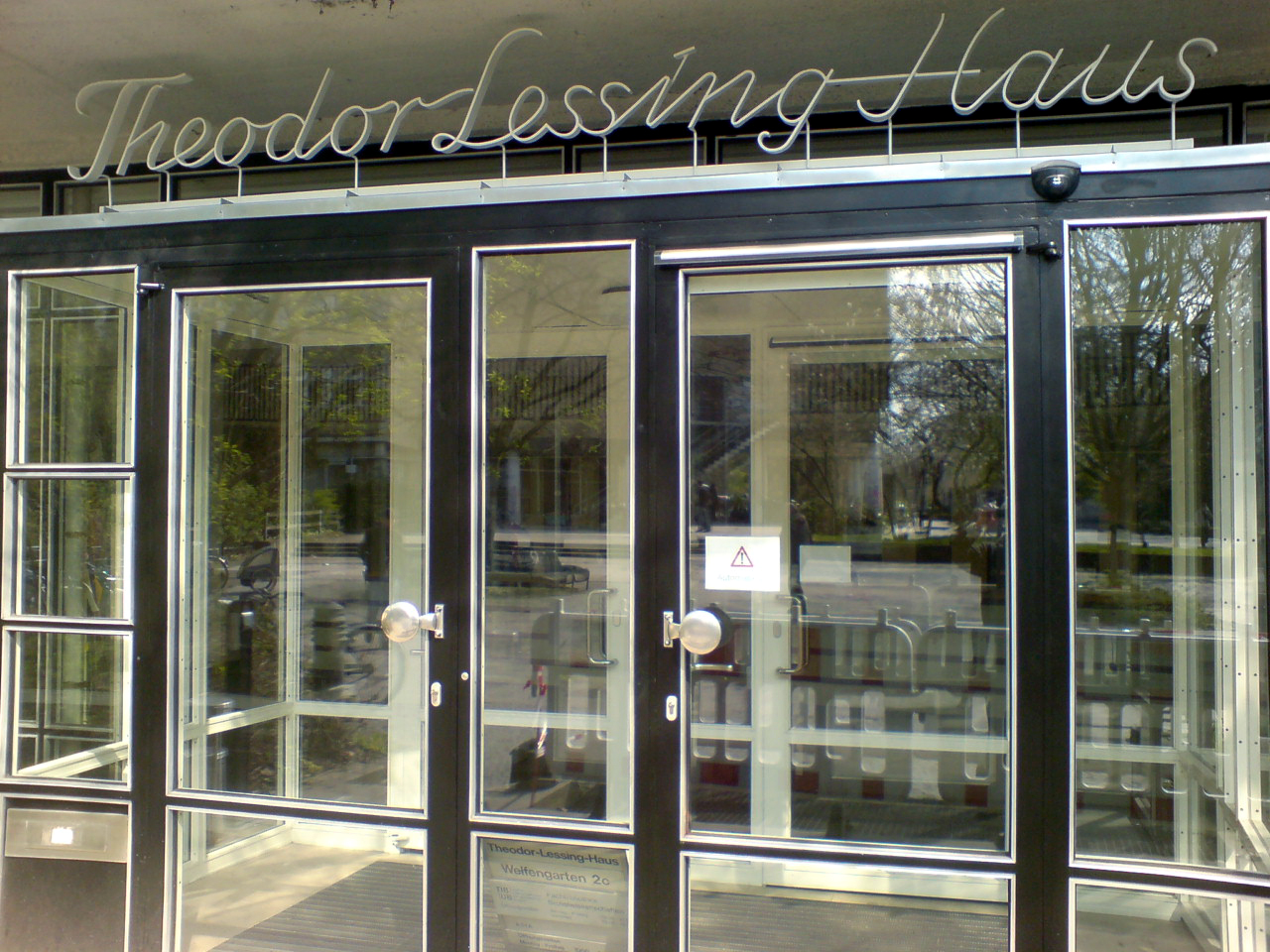
La "Theodor-Lessing-Haus" Hannover.

El "Welfengarten" se vio muy afectado en la Segunda Guerra Mundial y posteriormente de forma modificada se convirtió en un campus de la Universidad Politécnica. 
En 1961 Ernesto Augusto IV de Hannover vende los terrenos del castillo a la ciudad de Hannover.

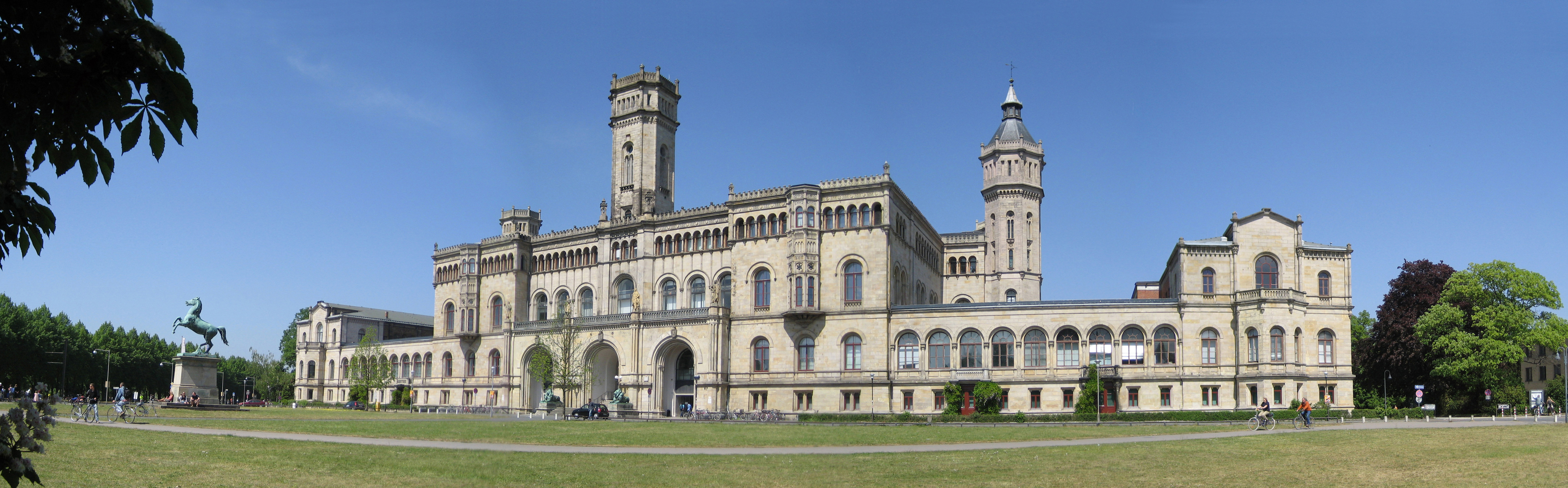
Panorama del "Welfenschloss" actualmente: Sede de la Universität Hannover.